# Шасе (Мен и Лоара)
Шасе (фр. Chacé) насеље је и општина у западној Француској у региону Лоара, у департману Мен и Лоара која припада префектури Сомир.
По подацима из 2011. године у општини је живело 1322 становника, а густина насељености је износила 205,92 становника/km². Општина се простире на површини од 6,42 km². Налази се на средњој надморској висини од 39 метара (максималној 73 m, а минималној 25 m).

## Демографија
| 1962. | 1968. | 1975. | 1982. | 1990. | 1999. | 2011. |
| ----- | ----- | ----- | ----- | ----- | ----- | ----- |
| 672   | 867   | 855   | 1.070 | 1.282 | 1.309 | 1.322 |

График промене броја становника у току последњих година